# Altes Funkhaus (Weimar)

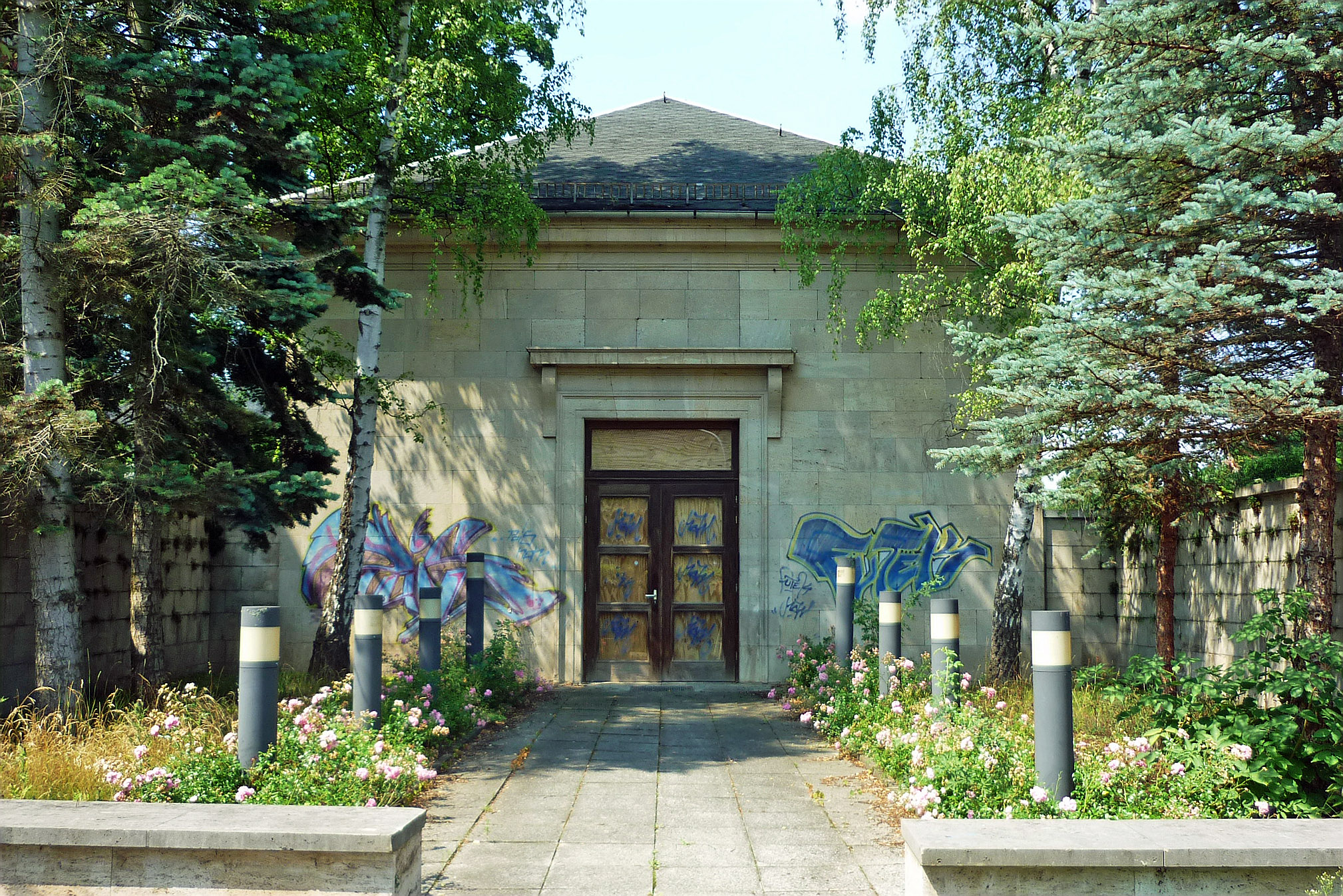
Altes Funkhaus, Weimar

Das Alte Funkhaus befindet sich hinter der Villa Silberblick in der Weimarer Humboldtstraße 36a. Es ist ein
Bau aus der Zeit des Nationalsozialismus. Das Gebäude, das heute meistens leer steht, sollte ursprünglich eine Nietzsche-Gedächtnishalle werden. In diesem Sinne wurde das Gebäude niemals fertiggestellt, zumindest nicht eingerichtet. Es diente nach dem Zweiten Weltkrieg als Rundfunkgebäude und steht auf der Liste der Kulturdenkmale in Weimar (Einzeldenkmale).

## Bau- und Nutzungsgeschichte

### Planung als Nietzsche-Gedächtnisstätte

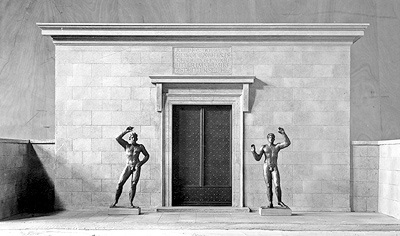
Nietzsche-Gedächtnishalle Weimar – Eingangsbereich, Modell Paul Schultze-Naumburg, 1937

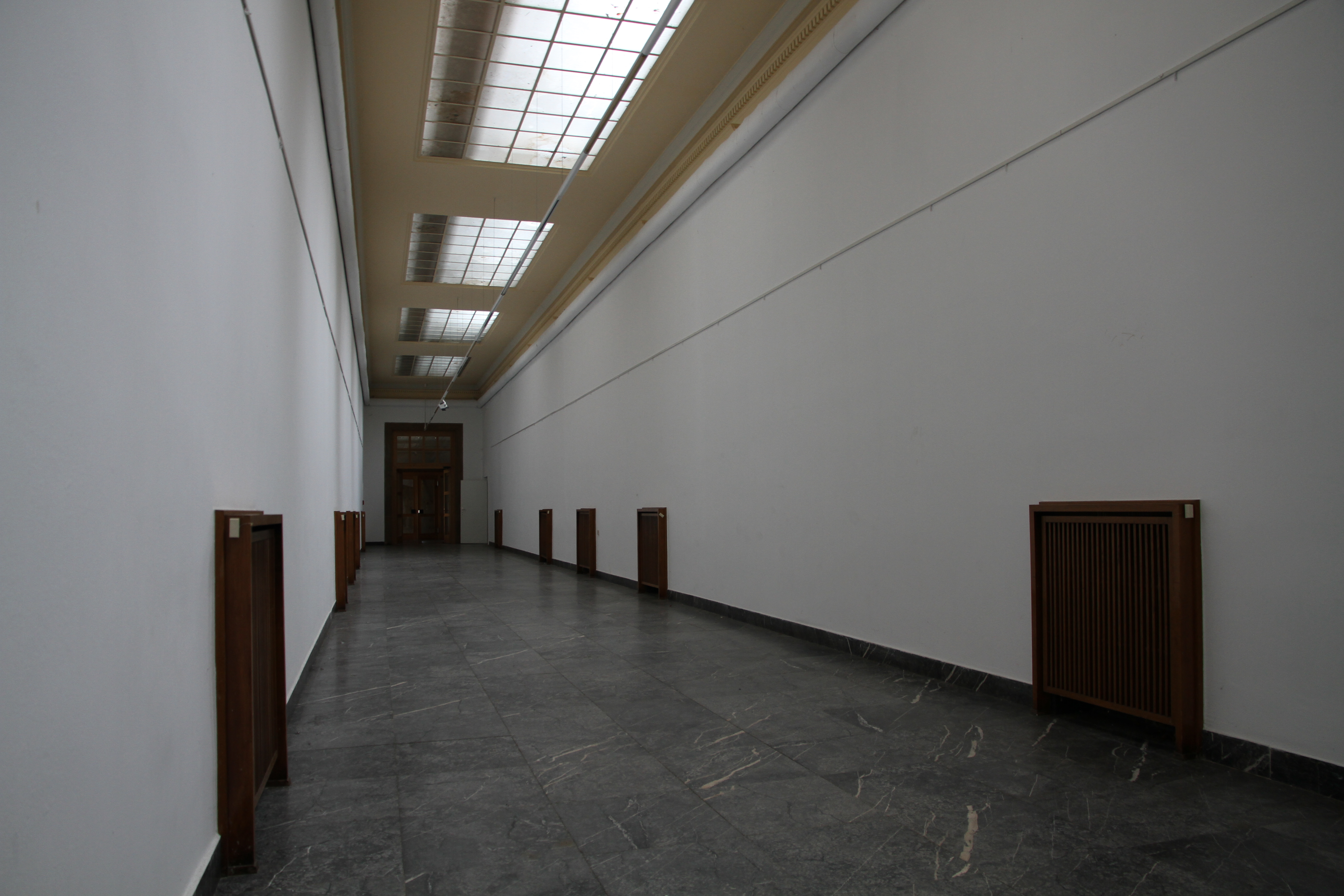
Haupteingangsflur des Funkhauses im Zustand von 2011

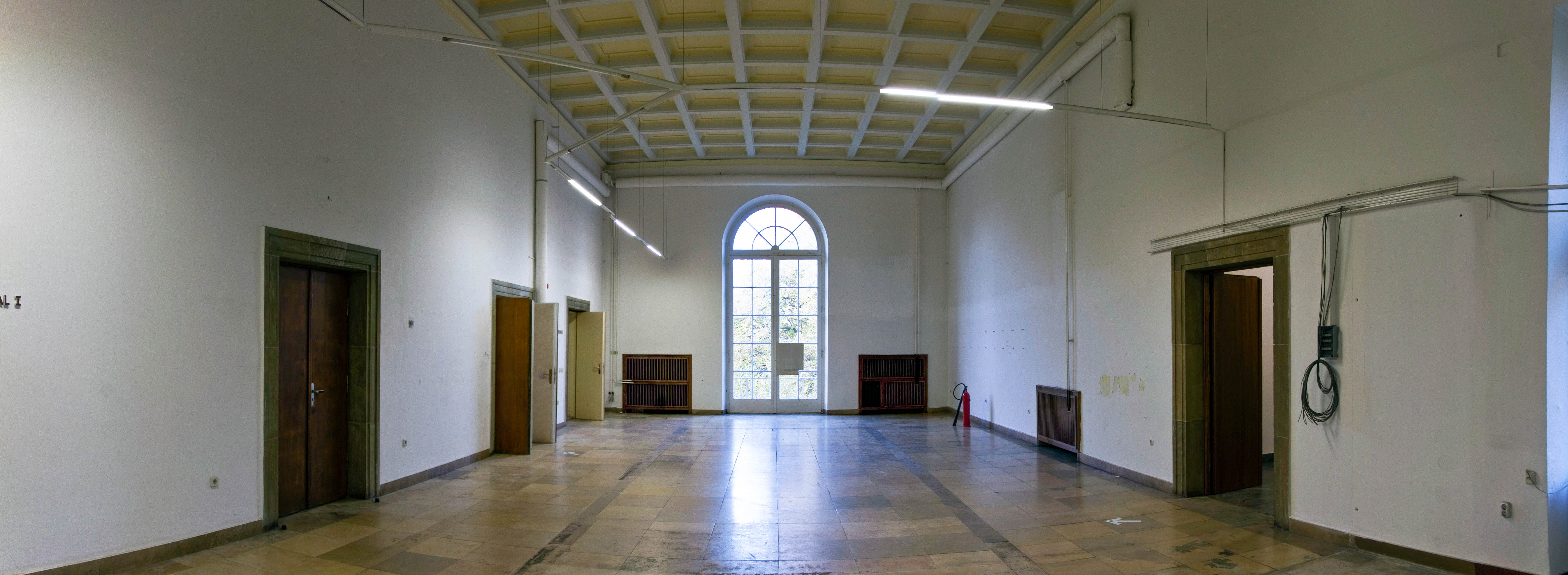
Vorhalle zur Sendehalle 1 – Ansicht Richtung Norden im Zustand von 2010

Die Idee zu einer Nietzsche-Gedächtnisstätte kam vermutlich 1934 von Elisabeth Förster-Nietzsche. Adolf Hitler selbst, der ab 1932 bis kurz vor dem Tod Elisabeth Förster-Nietzsches im Oktober 1935 mehrfach im Nietzsche-Archiv weilte, wie auch eine Fotografie bezeugt, spendete im Oktober 1934 bei einem Besuch im Archiv 50.000 Reichsmark „aus persönlichen Mitteln“ und gab damit den Anstoß für konkrete Planungen. Bis 1938 kamen Spenden in Höhe einer halben Million Reichsmark zusammen; neben Privatleuten und verschiedenen staatlichen Ebenen spendeten insbesondere Reichsinnenminister Wilhelm Frick, die Carl-Zeiss-Werke und die Wilhelm-Gustloff-Stiftung. Thüringens Gauleiter Fritz Sauckel verpflichtete für den Erweiterungsbau, der zur Nietzsche-Gedächtnishalle werden sollte, den Architekten Paul Schultze-Naumburg. Allerdings hatte sich Schultze-Naumburg mit Adolf Hitler hinsichtlich der Bauplanung mehrerer Projekte überworfen, sodass dessen Entwürfe hierfür immer wieder abgelehnt wurden. Albert Speer lieferte letztlich den überarbeiteten Entwurf, wie er schließlich gebaut wurde. Es sollte eine Nietzsche-Kultstätte werden, in die inhaltlich auch das Nietzsche-Archiv einbezogen wurde. Für Schultze-Naumburg war es der letzte große Entwurf für einen Einzelbau. Dabei ist dieser Bau nicht den Bauaufgaben der Nationalsozialisten entsprungen, sondern diese nahmen ältere Planungsabsichten auf. In diesem Falle lagen diese im Jahre 1911 bei Harry Graf Kessler und Henry van de Velde, die auf dem Ettersberg ein Nietzsche gewidmetes monumentales Stadion mit einem Tempel als Zentralbau errichten wollten, wogegen u. a. Elisabeth Förster-Nietzsche heftigen Einspruch erhob. Es kam so nicht zur Ausführung. Hitler hatte diesen Erweiterungsbau weitaus eher gefördert als das Goethe-Nationalmuseum.
„Der Entwurf sah einen klosterartigen Gebäudegrundriss mit großer Bibliothek, einigen Büroräumen und imposanten Sälen vor. Im Jahr 1937 wurde mit dem Bau begonnen, doch nach finanziellen sowie materiellen Engpässen konnte der Bau erst im Jahr 1940 fertiggestellt werden. Während der Bauphase wurde nachträglich ein Luftschutzraum im Gebäudekomplex installiert.“ Als Baumaterial ist Travertin verwendet worden. Mit Kriegsbeginn 1939 wurde die Arbeit am unfertigen Bau fast völlig eingestellt, da die verfügbaren Ressourcen vor allem auf das Gauforum Weimar konzentriert wurden. Sowohl innen als auch außen ist es insofern typische NS-Architektur, da hier auf Monumentalität abgezielt wurde.
In der Endphase des Krieges wurde die Halle von der Wehrmacht und als Lager für Kunstsammlungen sowie den Hausrat ausgebombter Familien benutzt. In der Folge VI der Dokumentarfilmserie Böse Bauten wurde dieses auch thematisiert.

### Umnutzung als Funkhaus
Nach Versuchssendungen ab November 1945 nahm der Landessender Weimar als Außenstelle des Berliner Rundfunks am 1. Dezember 1945 seine Arbeit auf. Offizieller Sendestart war der 1. Januar 1946. Der provisorische Standort des Senders im Hotel Elephant erwies sich als zu klein, während die unvollendete und von Kriegsschäden weitgehend verschont gebliebene Nietzsche-Gedächtnishalle leer stand und zudem reichlich Platz bot. Durch Umbau, unter anderem den Einzug eines Zwischengeschosses, wurde die Nietzsche-Gedächtnishalle zum Funkhaus umfunktioniert.
Benito Mussolini stiftete eine historische Dionysos-Statue, die zunächst im Garten des Nietzsche-Archivs aufgestellt wurde, da sie nicht durch die Türen des Gebäudes passte, kam letztlich in das Pergamonmuseum in Berlin. Kurz vor der Wende regte Klaus Gysi die Rückführung der Statue nach Italien an, offenbar als Würdigung der frühen Anerkennung der DDR durch das damals kommunistisch regierte Italien.
Die Fertigstellung des Funkhauses erfolgte 1946. Es nahm 1947 seinen Betrieb auf. Die offizielle Einweihung war am 11. Juni 1947. Erste Wortsendungen wurden ab dem 1. Juni 1947 ausgestrahlt. Zeit seines Bestehens hatte der Regional-Rundfunksender Sender Weimar hier sein Domizil, der im Rundfunk der DDR als Regionalsender für den Bezirk Erfurt vorgesehen war. In den Räumlichkeiten hatte auch das Studio Gera zeitweilig seine Redaktion. Das war zu einer Zeit, als das Funkhaus als Rundfunkschule genutzt wurde. Die Redaktion zog 1952 nach Gera. Das Geraer Funkhaus wurde aus Beständen aus dem Weimarer ausgestattet.

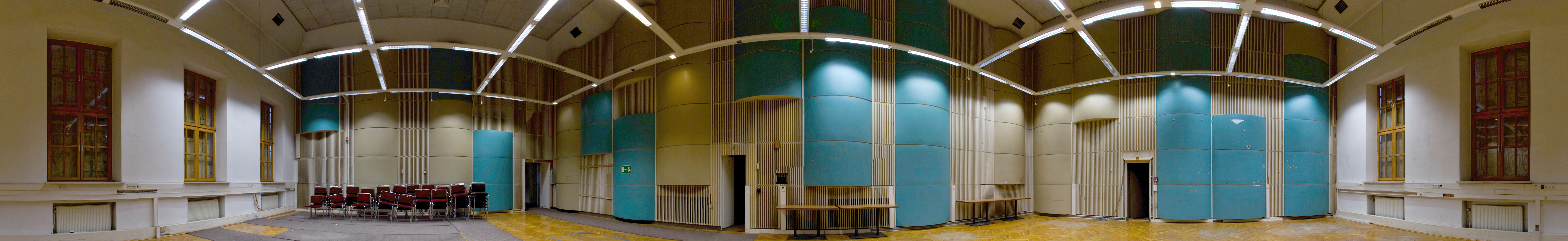
Hauptsaal des Funkhauses im Zustand von 2011. Zu DDR-Zeiten fanden hier Konzertaufnahmen statt. Während der Nutzung durch den MDR befand sich hier ein Großraumbüro und die Akustikwände vor der Fensterfront wurden entfernt.

Von 1955 bis 1985 betrieb die DEFA im Funkhaus ein Synchronisationsstudio. Neben den Produktionsstätten in Berlin und Leipzig war dies das dritte Studio dieser Art. Die DEFA nutzte dafür als Untermieter den Kleinen Sendesaal des Weimarer Funkhauses. Nach Auszug des DEFA-Synchronisationsstudios im Jahre 1985 nutzte der Sender Weimar wieder den Kleinen Sendesaal für eigene Produktionen.
Nach der politischen Wende und der Umstrukturierung der Rundfunklandschaft Thüringens nutzte der Mitteldeutsche Rundfunk das Objekt bis zum Jahr 2000. Die Stiftung Sendehalle Weimar hat sich dieser Aufgabe gestellt.

### Leerstand und Nutzungsperspektiven
Seit dem Auszug des MDR steht das frühere Funkhaus überwiegend leer. Wiederkehrende Verhandlungen mit möglichen Investoren scheiterten ebenso wie mehrere Zwangsversteigerungen. Gelegentlich wurde das Haus als Veranstaltungsraum genutzt.
Am 4. November 2024 wurde das Gebäude durch die Weimarer Stiftung Sendehalle Weimar des Impresario und Intendanten Martin Kranz für eine Million Euro ersteigert. 2023 hatten der Haushaltsausschuss des Bundestages, Stifter und private Spender fünf Millionen Euro zum Erwerb und zur Sanierung des Gebäudes bereitgestellt. Zukünftig soll die wechselvolle Geschichte des Gebäudes für Jugendliche aus aller Welt durch ein Bildungs- und Kulturprogramm erlebbar gemacht werden.